# Wolf Traut
Wolf Traut (Norimberga, 1486 ca. – 1520) è stato un pittore tedesco.

## Biografia

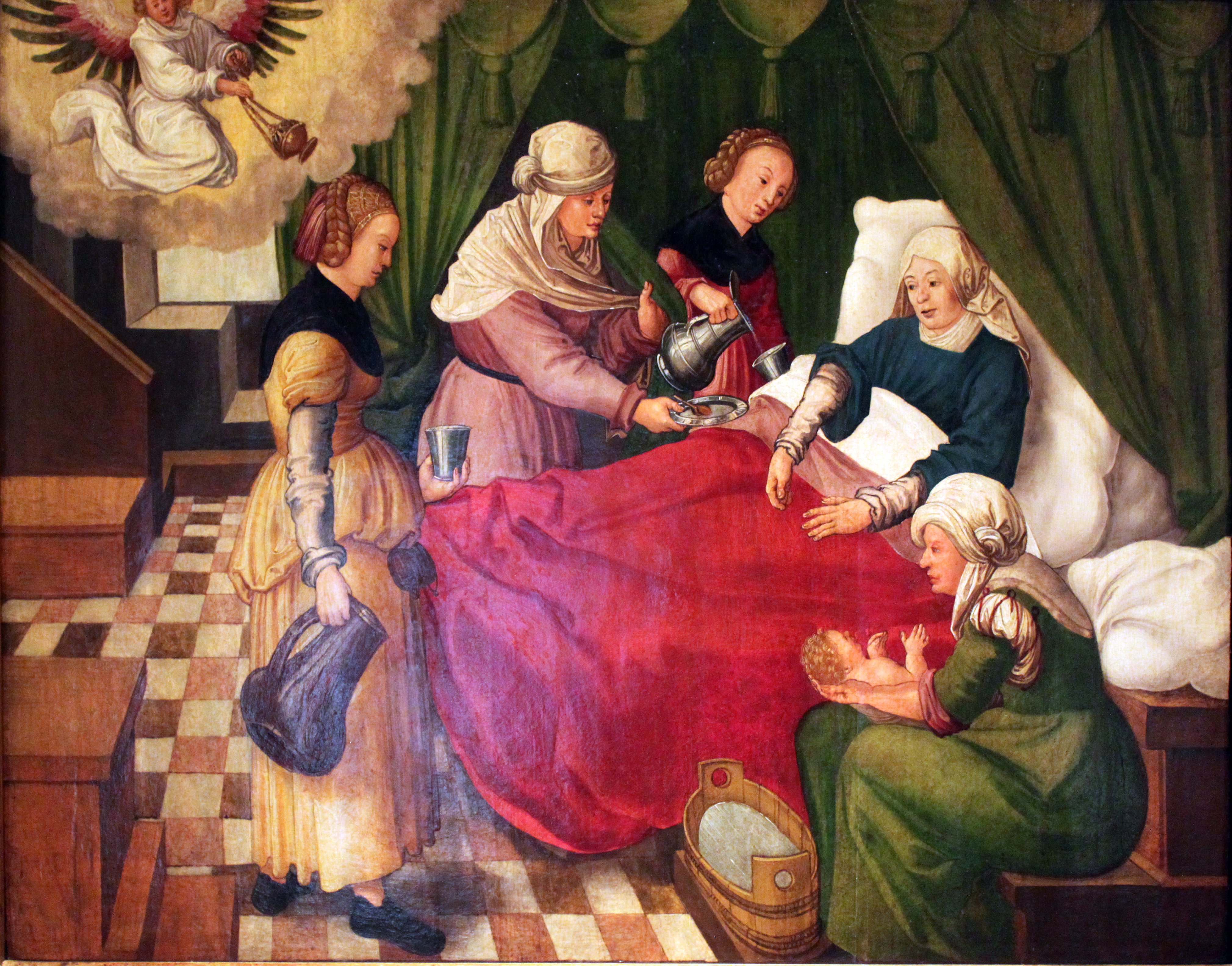
Nascita della Vergine Maria, 1513, Deutsches Historisches Museum, Berlino

Figlio del pittore Hans Traut von Speyer, fu allievo di Albrecht Dürer, al cui stile restò sempre fedele, tanto che nel 1606 la tavola centrale di uno dei suoi altari più caratteristici, quello per San Giovanni di Heilsbronn, realizzato tra il 1516 e il 1517 ed ora al Germanisches Nationalmuseum di Norimberga, venne offerto all'imperatore Rodolfo II d'Asburgo come opera presunta del maestro.

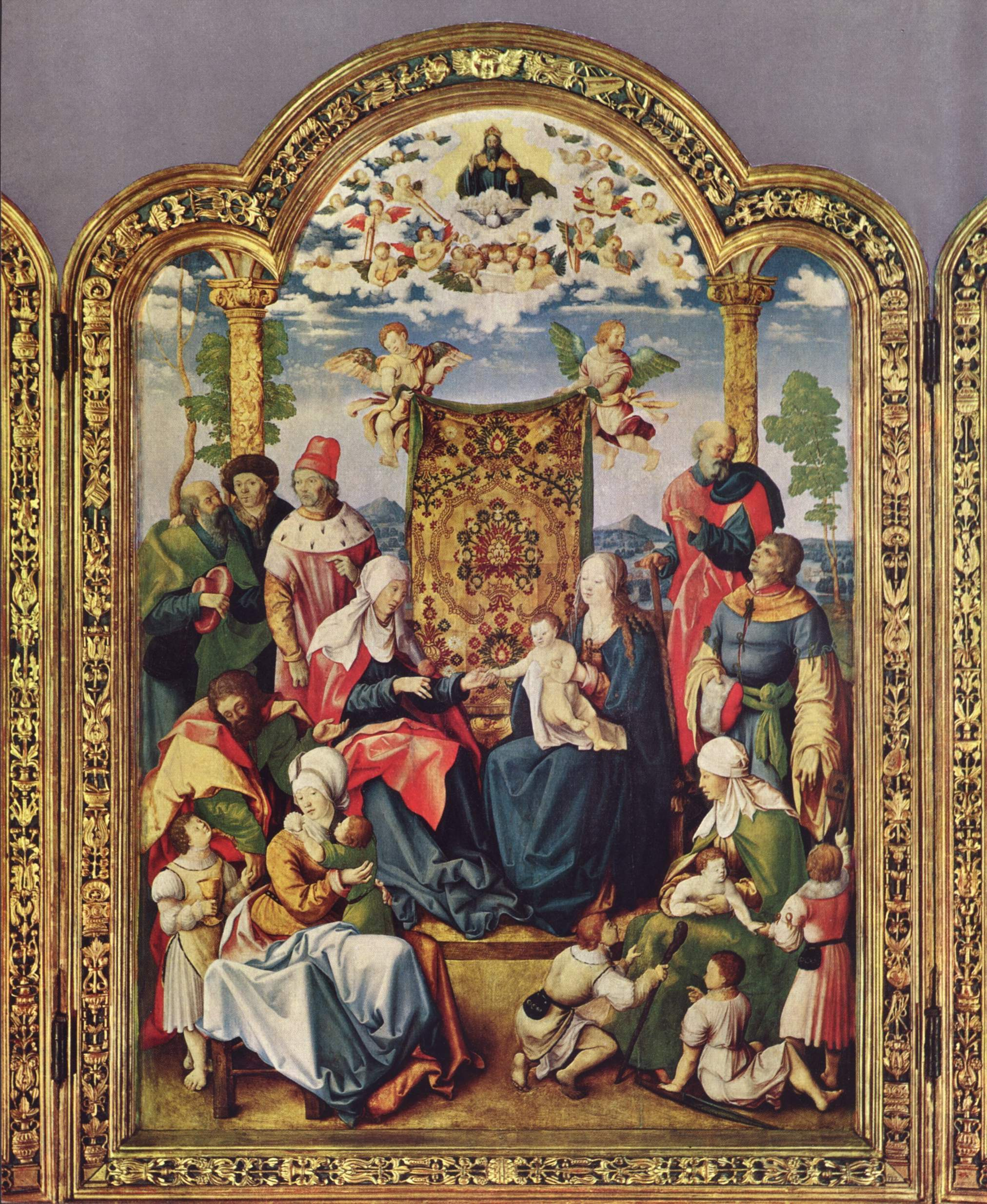
Sacra Parentela, olio su tavola, 1514, Bayerisches Nationalmuseum, Monaco di Baviera

La formazione e la successiva collaborazione all'interno della bottega di Norimberga di Dürer trovano una delle prime mature manifestazioni nel cosiddetto Altare Artelshofen del 1514, la cui tavola centrale rappresentante la Sacra Parentela si trova ora al Bayerisches Nationalmuseum di Monaco di Baviera, dipinto per la cappella del drappiere Cunz Hom nella chiesa di San Lorenzo a Norimberga, mentre Traut collaborava con Dürer alle incisioni per le Porte trionfali di Massimiliano (1514-1515). Sia in questo dipinto che nella pala d'altare di Heilsbronn, si possono osservare i debiti contratti da Traut verso il proprio maestro nella scelta di toni chiari e puri, ammorbiditi soltanto in funzione plastica, nelle soluzioni del panneggio e nella costruzione del paesaggio prospettico, particolarmente arioso e luminoso del Battesimo, che consente allo sguardo di spingersi molto in profondità. In Traut, però, tutto è filtrato da una speciale sensibilità per il paesaggio e per gli aspetti naturalistici della composizione in genere, acquisita anche attraverso un contatto con la parallela produzione del grande allievo Hans Süss von Kulmbach,  durante l'assenza di Dürer per il secondo soggiorno veneziano; in maniera analoga si devono considerare le numerosissime incisioni e il buon numero di disegni, anche preparatori per vetrate, eseguiti da Traut.
La vivacità narrativa che caratterizza le opere fin qui citate, a cui vanno aggiunti anche l'Altare dei due San Giovanni del 1511 per la chiesa di San Giovanni a Norimberga, l'altare mariano per la chiesa di San Lorenzo, l'Altare delle Undicimila Vergini del 1513 per il monastero di Heilsbronn, con un cromatismo acceso, chiaro e variopinto, dove i gruppi figurativi si inseriscono senza eccessive forzature in ampi paesaggi, mentre difficoltose appaiono le impaginazioni architettoniche, così come l'adozione, nel caso delle pale per altari, di strutture tipicamente rinascimentali, come quella del trittico fisso con cornice rotondeggiante, non sono però riscontrabili in tutta la sua produzione, che in verità appare di qualità assai variabile e che registra, nelle opere tarde, un ritorno alle proprie radici gotiche, come nell'Altare dei Santi Maurizio e Vincenzo del 1516-1517 e nell'Altare dei Santi Pietro e Paolo del 1517-1518 del monastero di Heilsbronn.

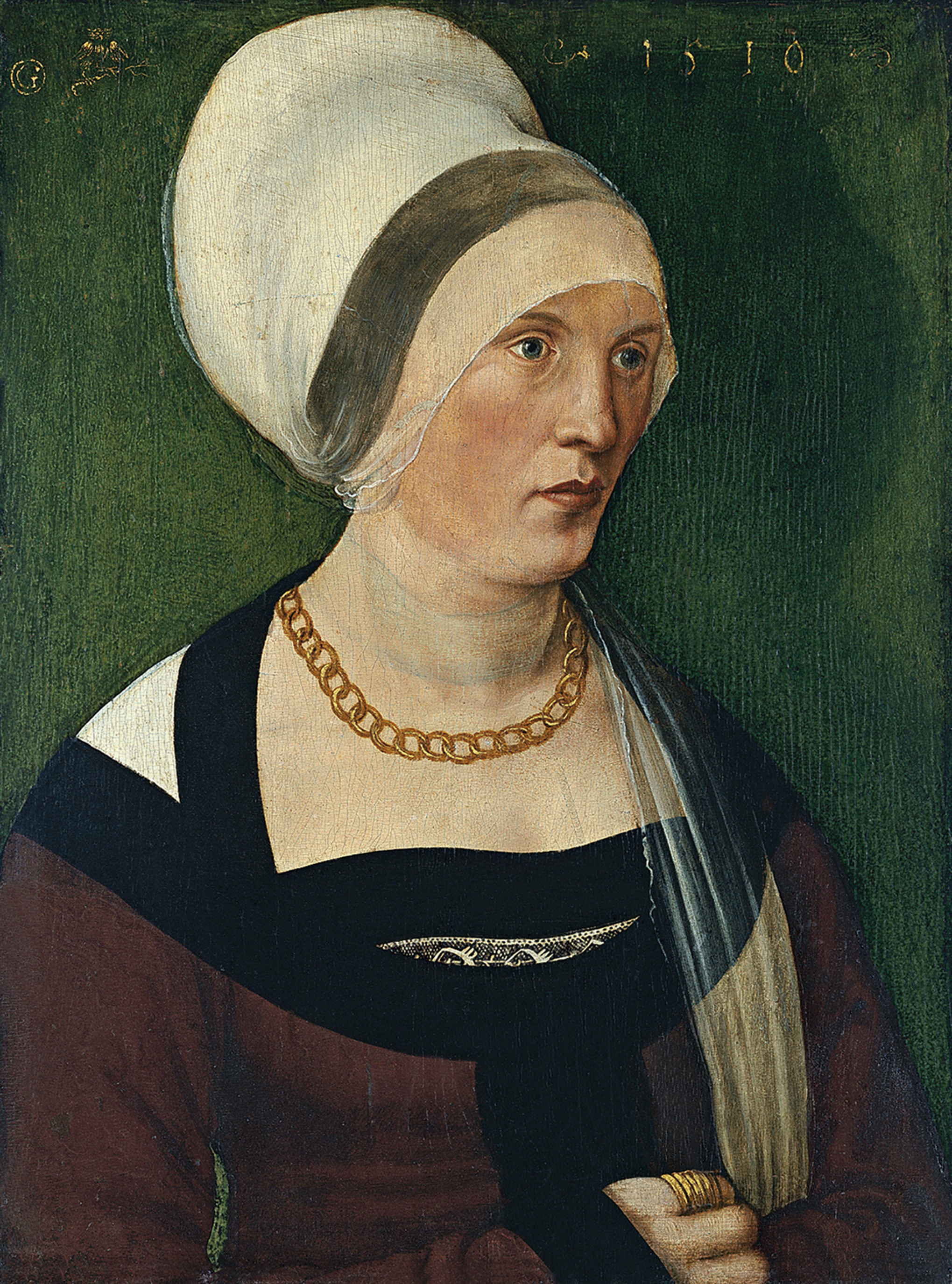
Ritratto di gentildonna, Museo Thyssen-Bornemisza, Madrid

Traut fu anche un valente ritrattista, ancora una volta legato ai modelli di Dürer: tipici esempi sono l'Abate Sebald Bamberger del 1516-1518, ora al Heimatmusemum di Heilbronn e il Ritratto di gentildonna del Museo Thyssen-Bornemisza di Madrid.